# Bromus brachyantherus
Bromus brachyantherus är en gräsart som beskrevs av Johann es Christoph Christian Döll. Bromus brachyantherus ingår i släktet lostor, och familjen gräs. Inga underarter finns listade i Catalogue of Life.